# Develop (revista)
Develop era una revista comercial mensual del Reino Unido para la industria de los videojuegos. Su portal en línea, completo con una versión digital de la publicación impresa, estuvo activo desde julio de 2007.
Develop 100 era un sistema de calificación anual para desarrolladores de juegos producido por Develop. Fue una clasificación de los estudios de desarrollo de juegos del mundo basada en una variedad de criterios que incluyen datos de ventas, éxito crítico y posición en la industria.
Los premios Develop Industry Excellence Awards, también anuales, honraron el desarrollo de videojuegos y premiaron estudios en una variedad de categorías.
En noviembre de 2017, NewBay Media, el propietario de Develop en ese momento, anunció que los sitios web, revistas y eventos de Develop y la revista hermana Esports Pro serían absorbidos por MCV a principios de 2018, con la revista combinada pasando a una frecuencia mensual.